# Sălătrucel
Sălătrucel es una comuna ubicada en el distrito Vâlcea, Rumania.

## Superficie
Posee una superficie de 40,56 kilómetros cuadrados.

## Demografía
Hasta 2021 la población era de 1932 habitantes, con una densidad de población de 47,63 habitantes por kilómetro cuadrado.